# Zamek Arenenberg
Zamek Arenenberg – zamek znajdujący się w miejscowości Salenstein, w kantonie Turgowia w Szwajcarii.
W zamku znajduje się Muzeum Napoleońskie . 

## Historia zamku
W 1818 roku zamek został kupiony przez Hortensję de Beauharnais, królową holenderską. Tutaj wychowywała ona swego syna, przyszłego cesarza Francji Napoleona III. Zamek został odziedziczony przez cesarzową Eugenię, żonę Napoleona III, która podarowała zamek kantonowi Turgowia w 1906 roku .  